# Formula Student

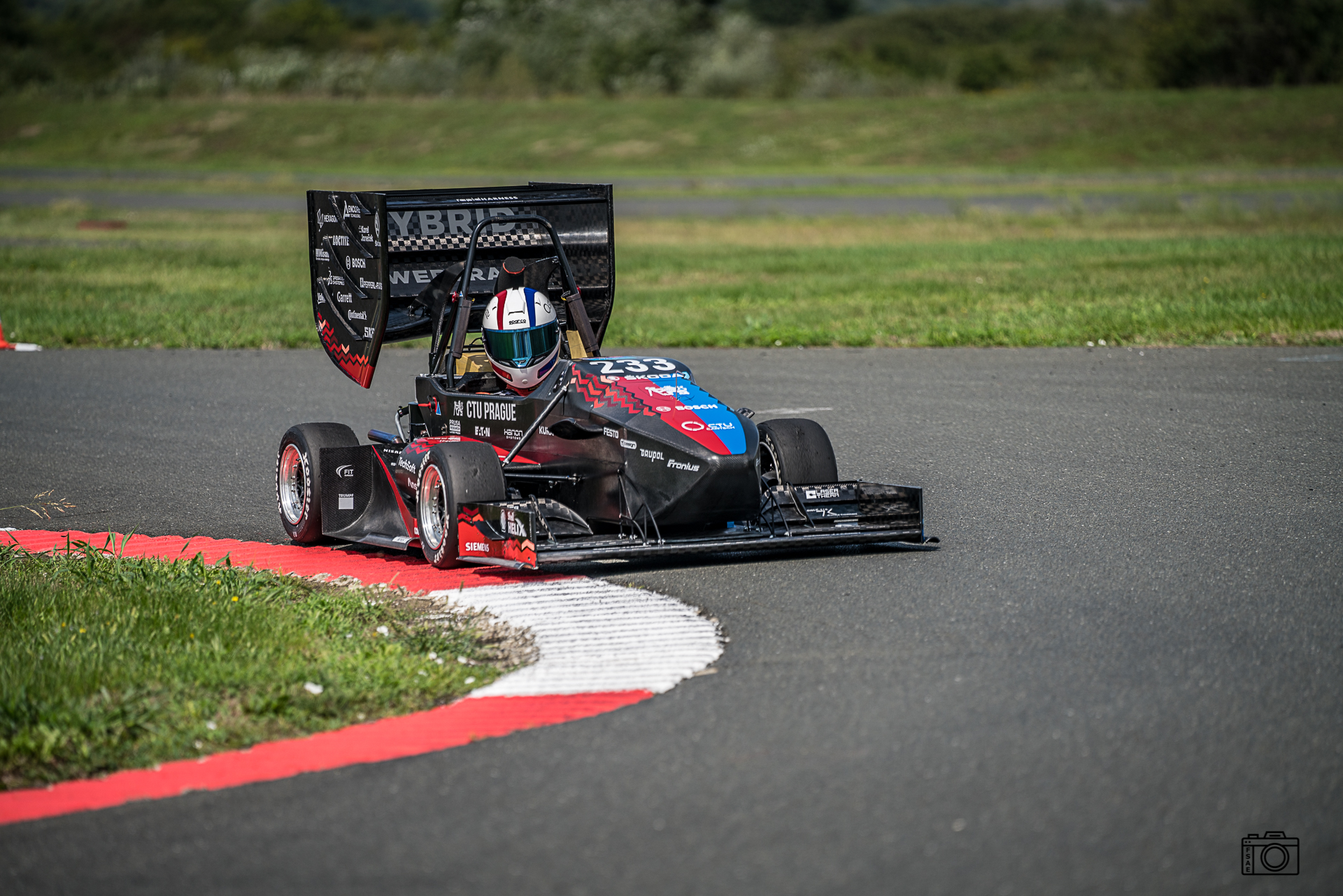
CTU CarTech. První hybridní monopost FS.14 na světě.

Formula Student je studentská soutěž v konstrukci závodních monopostů. Univerzitní týmy z celého světa navrhují, konstruují a testují závodní vozy formulového typu a později s nimi závodí na prestižních závodních okruzích po celém světě. Cílem je navrhnout a postavit reálný závodní monopost pro studentského jezdce. Týmy na závodech soutěží nejen v dynamických disciplínách, ale i ve statických.
Soutěž se řídí podle dvou typů pravidel FSG (Evropské) a FSAE (zbytek světa). Součástí závodů jsou i technické přejímky, kdy týmy musí prokázat, že monopost splňuje pravidla především ohledně bezpečnosti. Tyto přejímky se skládají z inspekce vozidla, Tilt test, Rain test, Brake test.
Soutěž byla založena roku 1981 v USA. První soutěž v Evropě se pak konala v roce 1998. Nejstarší tým v České republice byl založen roku 2007 a vznikl na Strojní fakultě ČVUT v Praze pod názvem CTU CarTech. Prvním postavený monopost nesl název FS.01.
„Jediné dvě inovativní formy motorsportu jsou Formule 1 a Formula Student.“ Ross Brawn[zdroj?]

## Kategorie

### Kategorie C - combustion
Kategorie spalovacích vozů je nejstarší kategorií a vznikla při založení soutěže. V České republice je mnoho spalovacích týmu a mezi jejich přední představitele a zakladatele patřil tým CTU CarTech pod záštitou Fakulty Strojní ČVUT v Praze. Od roku 2007 CTU CarTech stavělo každým rokem nový monopost za využití nejmodernější technologie a v roce 2022 postavili vůbec první hybridní monopost Formule student na světě, který kombinuje hybridní pohon s klasickým spalovacím motorem, jako je tomu u mnoha světových automobilek. V roce 2023 ČVUT spojilo CarTech a eForce do jednoho týmu.

### Kategorie E – electric
Od roku 2010 se závodů Formula Student účastní i formule s elektrickým pohonem. Vznikla pro ně samostatná kategorie a během posledních let zažila výrazný rozmach. Vytvoření této kategorie přispělo a stále přispívá k výraznému rozvoji technologie v oblasti baterií a elektrických pohonů a poskytuje podmínky pro vychování nejlepších konstruktérů, z nichž mnozí pak pokračují do stájí Formule 1, Formula E. Mnoho inovací používaných dnes v průmyslu i v motorsportu bylo vyvinuto právě konstruktéry vozidel Formule Student.

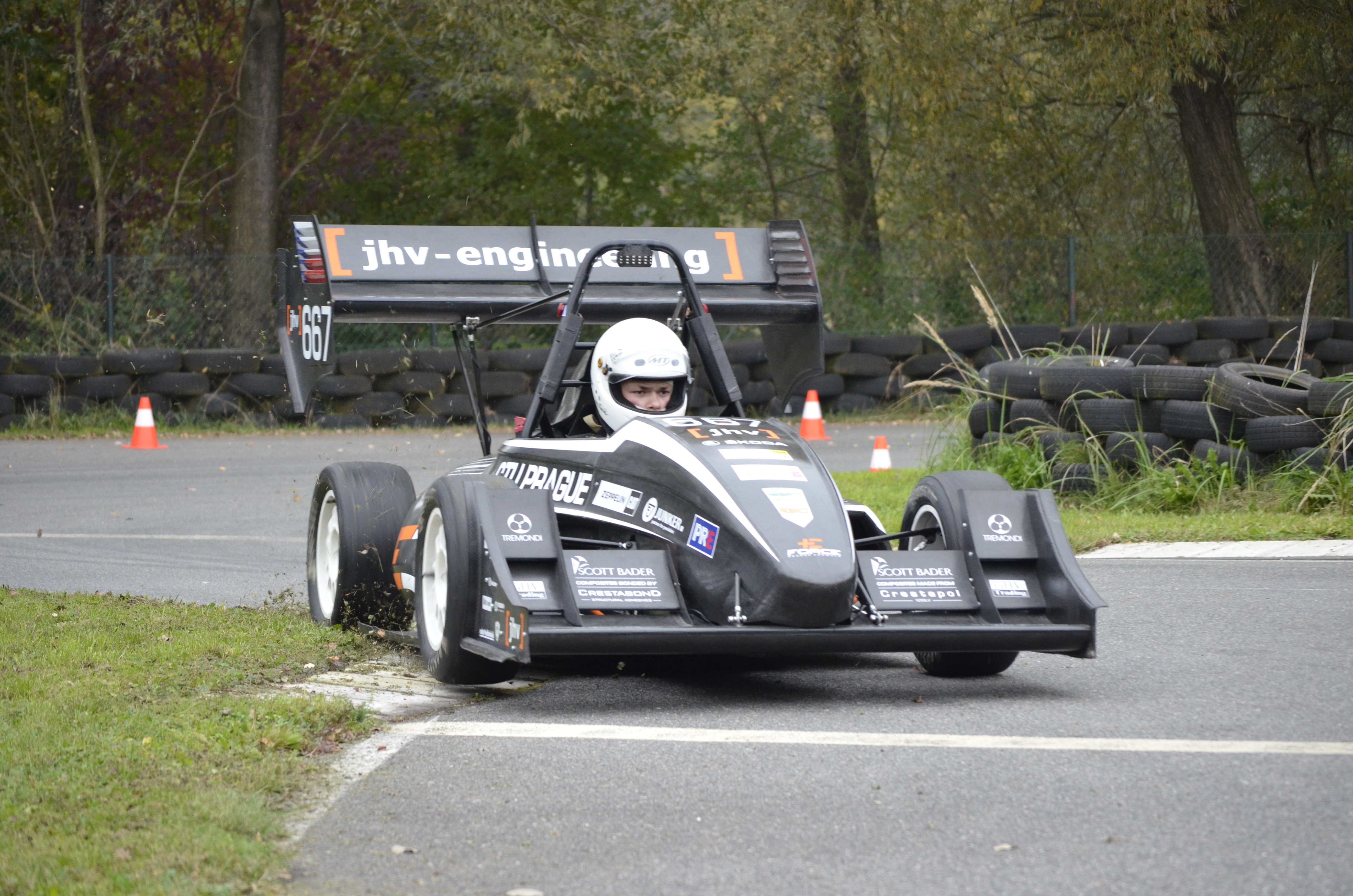
Soutěžní model týmu eForce z ČVUT

Typická elektrická formule této kategorie váží cca 180 kg bez pilota, disponuje výkonem pravidly omezeným na 80 kW a je navržená pro dojezd minimálně 22 km ostrým závodním tempem (délka nejdelší disciplíny závodů Formula Student).  Dnes už je běžné, že se používá pohon na více kol, ať už pohon zadních kol dvěma motory nebo pohon všech čtyř kol. Mechanický diferenciál se v pokročilých konstrukcích již nepoužívá a každý motor, potažmo kolo, jsou řízeny elektronicky. Nejlepší elektrické formule disponují celkovým točivým momentem přes 1000 Nm a dokáží zrychlit z 0 na 100 km za méně než 3 sekundy. Pro pohon se používají synchronní motory s permanentními magnety, k řízení se používají frekvenční měniče. Pro uchování energie se používají nejmodernější baterie na světovém trhu s vlastní řídící elektronikou.

### Kategorie DV - driverless
Driverless kategorie vznikla v roce 2017,  oproti elektrické kategorii je driverless soutěž zaměřená na návrh autonomních systémů vozidla. Nejlepší týmy autonomní kategorie závodů Formula Student se svými výkony přibližují týmům ze spalovací a elektrické kategorie.
Monoposty autonomní kategorie se po trati pohybují s využitím sady senzorů na samotném vozidle. Jedná se především kamery, LiDAR a GPS.

## Disciplíny
Soutěž se skládá ze statických a dynamických disciplín. Dohromady lze získat 1000 bodů.

### Statické disciplíny
- Engineering Design (150 bodů) - předmětem disciplíny je prezentace návrhu vozu a použitých konstrukčních řešení specialistům a špičkovým konstruktérům z oboru, kteří tvoří porotu. Posuzuje se technická vyspělost návrhu i inovace.
- Cost and Manufacturing (100 bodů) - analýza finančních nákladů na výrobu prototypu a finanční udržitelnost fiktivní maloseriové výroby v počtu 1000 kusů.
- Business Presentation (75 bodů) - prezentace vozidla a s ním spojených služeb fiktivnímu investorovi. Tým se snaží zaujmout investora a nabídnout nejrůznější služby spojené s provozem monopostu s cílem dosáhnout maximální atraktivity. Například tým nabízí pronájem vozu na jeden den nebo celý víkend, s různým stupněm zázemí, i s různými doplňkovými službami. Hodnotí se kreativita a propracovanost.

### Dynamické disciplíny
Veškeré dynamické disciplíny se jezdí proti časomíře.
- Skid Pad (75 bodů) - jízda na trati ve tvaru osmičky, kde se hodnotí nejrychlejší kolo v každém směru.
- Acceleration (75 bodů) - testuje se zrychlení vozu na trati dlouhé 75 m s pevným startem.
- Autocross (100 bodů) - jízda na technické trati, o délce zhruba 1 km.
- Endurance (325 bodů) - vytrvalostní závod ověřující všechny systémy vozu při okruhovém závodě na 22 km s povinnou výměnou jezdců v polovině ujeté vzdálenosti.
- Efficiency (100 bodů) - hodnotí se využití energie během závodu Endurance.

## České týmy
| Jméno                      | Město   | Univerzita | Kategorie |
| -------------------------- | ------- | ---------- | --------- |
| CULS Prague Formula Racing | Praha   | ČZU        | CV        |
| Formula TU Ostrava         | Ostrava | TUO        | CV        |
| FS TUL Racing              | Liberec | TUL        | CV        |
| eForce Prague Formula      | Praha   | ČVUT       | EV        |
| TU Brno Racing             | Brno    | VUT        | EV        |
| UWB eRacing Team Pilsen    | Plzeň   | ZČU        | EV        |

## Výsledky

### 2016
- Barrie, Ontario; v tomto závodu získal tým Fakulty elektrotechnické ČVUT v Praze eForce prvenství. Zvítězil ve všech 22 disciplínách závodu.[3]
- Lincoln, Spojené státy americké; opět první místo týmu eForce Fakulty elektrotechnické ČVUT v Praze; vítězství ve 21 z 22 disciplín.[4]